# Franklins meeuw
Franklins meeuw (Leucophaeus pipixcan synoniem: Larus pipixcan) is een zeevogel uit de familie van de meeuwen (Laridae).

## Herkenning
Qua formaat (lengte 32 tot 36 cm) lijkt Franklins meeuw vrij veel op kokmeeuw (35 tot 39 cm). Franklins meeuw is echter iets kleiner en een wat meer compactere bouw. In de zomer zijn volwassen vogels vaalgrijs van boven met zwarte vleugelpunten. Kenmerkend is een wit vlakje tussen het grijs van de vleugel en de zwarte punt. In de zomer heeft de meeuw een zwarte (geen chocoladebruine) kopkap en helderrode poten. Opvallend is verder een lichte ring rond het oog.

## Verspreiding en leefgebied
Franklins meeuw broedt op de prairies van het noorden van de Verenigde Staten en het middenwesten van Canada. De soort trekt en overwintert aan de westkust van Noord- en Zuid-Amerika tot aan Ecuador en Chili. In het westen van de Grote Oceaan tot aan Australië, de westkust van Afrika en in West-Europa worden ze soms als dwaalgast waargenomen. Er zijn van 1900 tot 2021 in Nederland 13 bevestigde waarnemingen. In België zijn er bevestigde gevallen uit 1987, 2000, 2009, 2016, 2017 en 2021.

## Status
Franklins meeuw heeft een groot verspreidingsgebied en daardoor is de kans op de status kwetsbaar (voor uitsterven) gering. De grootte van de populatie is in 2018 geschat op 1,0-1,5 miljoen vogels en dit aantal is de laatste 40 jaar licht toegenomen. Om deze redenen staat Franklins meeuw als niet bedreigd op de Rode Lijst van de IUCN.